# 二丙醚
二丙醚（英語：dipropyl ether），簡稱丙醚，是一种醚类，结构简式(CH3CH2CH2)2O，是一种无色易燃有香气的液体。

## 制备

### 酸催化醇分子间脱水
正丙醇在对甲苯磺酸（一种强酸）催化下加热，脱水生成二丙醚。该法可用于从伯醇制对称的醚类。

### 威廉姆逊合成
碱性条件下正丙基醇钠与正丙基卤代烷发生亲核取代反应，得二丙醚。

## 安全性
作为一种醚，二丙醚在空气中缓慢地自然氧化生成加热爆炸的过氧化物。2,6-二叔丁基對甲酚常为抗氧化剂添加到醚类试剂中。 蒸馏前需加亚铁盐除过氧化物，并且不允许蒸干。